# Hiroyuki Furuta
Hiroyuki Furuta (født 23. maj 1991) er en japansk fodboldspiller, som spiller for den japanske fodboldklub Blaublitz Akita.